# Косица
Косица — хутор в Суджанском районе Курской области. Входит в состав Пореченского сельсовета.

## География
Хутор находится на реке Суджа, в 15 км от российско-украинской границы, в 77 км к юго-западу от Курска, в 13,5 км к северо-востоку от районного центра — города Суджа, в 1,5 км от центра сельсовета — Черкасское Поречное.
Климат
Косица, как и весь район, расположена в поясе умеренно континентального климата с тёплым летом и относительно тёплой зимой (Dfb в классификации Кёппена).

## Население
| 2002 | 2010 |
| ---- | ---- |
| 62   | ↘35  |

## Инфраструктура
Личное подсобное хозяйство. В хуторе 39 домов.

## Транспорт
Косица находится в 6 км от автодороги регионального значения 38К-004 (Дьяконово — Суджа — граница с Украиной), в 5,5 км от автодороги 38К-024 (Льгов — Суджа), в 1 км от автодороги межмуниципального значения 38Н-070 (38К-004 — Киреевка), в 2,5 км от автодороги 38Н-071 (38Н-070 — 38К-024), в 2,5 км от автодороги 38Н-723 (Черкасское Поречное — Ивашковский), в 6,5 км от ближайшей ж/д станции Локинская (линия Льгов I — Подкосылев).
В 117 км от аэропорта имени В. Г. Шухова (недалеко от Белгорода).